# Новая Гусаровка
Но́вая Гуса́ровка (укр. Нова Гусарівка; до 2016 г. Черво́ная Гуса́ровка) — село в Балаклейском районе Харьковской области, Украина.
Код КОАТУУ — 6320286801. Население по переписи 2001 года составляло 852 человека (412 мужчин и 440 женщин).
Село Новая Гусаровка являлось до 2021 года административным центром Червоногуса́ровского (Красногусаровского) сельского совета, который, кроме того, включал в себя сёла
Байра́к и
Щуро́вка.

## Географическое положение
Село Новая Гусаровка находится в 10 км от Балаклеи на берегу реки Северский Донец (укр. Сіверський Дінець); на севере находится болотистая местность с больши́м количеством озёр.

## Происхождение названия
В литературе и местными жителями часто используется название Червоная либо Красная Гусаровка.
Село было переименовано из Крестов в Красную (Червон[н]ую) Гусаровку в 1921 году в честь стоявших в селе подразделений «червоных гусаров» РККА Примакова, квартировавших в селе в 1919 и 1920-1920 годах, когда Южный фронт Фрунзе воевал с Врангелем. В селе квартировали два подразделения Красногусаровской кавбригады, штаб которой находился в соседней Балаклее. Красные гусары были шефами созданной здесь с/х коммуны и подарили ей красное знамя.

## История
- Археологические раскопки (последняя из которых была проведена летом 1994 году возле сёл Щуровка и Новая Гусаровка научной экспедицией под руководством профессора Харьковского университета В. К. Михеева) свидетельствует, что территория района была заселена ещё со времен неолита и даже позднего палеолита, то есть более 15 тысяч лет тому назад.[1]
- Село Кресты основано на рубеже 17 и 18 веков, около 1700 года.[1]
- В 1921 году село было переименовано в Красную Гусаровку в честь стоявших в селе в 1919[3]-1920 годах подразделений «красных (червоных) гусаров» РККА[1] (см. Червоное казачество). Часть жителей села вступили и служили в этих воинских частях,[1] принимали участие в гражданской войне против Русской армии барона Петра Врангеля[3] и Повстанческой армии Нестора Махно[3] (в 1920—1921 годах).
- По «закону о декоммунизации» в 2016 году Красная Гусаровка была переименована ВРУ в Новую Гусаровку.[4]
- Во время Великой Отечественной войны село в 1941 годубыло оккупировано вермахтом. Во время оккупации село было почти полностью сожжено. Во время боёв село было сильно разрушено.[1]
- В бою за освобождение села от гитлеровцев погибло много советских воинов РККА.[1] Погибшим воинам в селе установлен памятник.[1]
- В годы войны 145[1] гусаровцев воевали на фронтах в рядах Советской армии и в партизанских отрядах; из них погибли 98 воинов; 48 были награждены боевыми орденами и медалями СССР.[1]
- В 1966 году здесь проживало 719 человек; в селе действовали восьмилетняя школа, клуб, библиотека, колхоз имени Валерия Чкалова с 2969 га пашни. Основные направления деятельности колхоза были: выращивание зерновых, производство молока и мяса.[3]
- В 1976 году население составило 746 человек; в селе было 233 двора; в селе находилась центральная усадьба зернового и мясо-молочного колхоза имени Чкалова с 3799 га земельных угодий, из которых 2979 га пашни; в селе работали восьмилетняя школа (110 учеников и 14 учителей), дом культуры с залом на 240 мест, библиотека с фондом 12 900 книг, медпункт, профилакторий, детсад-ясли, столовая, 2 магазина, отделение быткомбината.[1]
- К 1976 году за мирный труд 18 жителей были награждены орденами и медалями СССР;[1] за участие в ВОВ 48 гусаровцев были награждены боевыми наградами СССР.[1]

## Экономика
- В селе при СССР были молочно-товарная ферма (МТФ) и машино-тракторные мастерские (МТС).
- Фермерское хозяйство «Свиновод» — разведение вьетнамских вислобрюхих свиней.

## Образование
- В селе есть школа.

## Известные люди
- Алексей Романович Гнечко (родился в селе Червоная Гусаровка в 1900 году) — Герой Советского Союза.

## Достопримечательности
- В селе Червоная Гусаровка найден могильник салтовской культуры с ямными трупоположениями[5]. Могильник салтовской культуры (археологическая культура эпохи железного века на юго-востоке Украины и юге России) с ямными захоронениями площадью 120х120 метров, расположен на правом высоком берегу реки Северский Донец и датируется серединой VIII — началом X века. Могильник был случайно найден в 1992 году разведывательным отрядом Средневековой археологической экспедиции Харьковского государственного университета под руководством профессора Владимира Кузьмича Михеева и Валерия Владимировича Скирды. Всего за период 1993—1997 годов археологической экспедицией под руководством В. К. Михеева было исследовано 177 грунтовых захоронений[6].
- В Гусаровке установлены памятник участникам гражданской войны -«красным гусарам» и памятник советским воинам, павшим в боях за освобождение села от гитлеровцев в 1942 и 1943 году.